# Cēzars Ozers
Cēzars Eduardovitj Ozers (født 11. februar 1937 i Riga i Letland, død 5. november 2023) var en lettisk og sovjetisk basketballspiller, der spillede som point guard.

## Basketballkarriere
I perioden fra 1958 til 1968 spillede Ozers for BK Riga VEF, for hvem han i 1960 var med til at vinde tredjepladsen og i 1966 det sovjetiske mesterskab. I 1958 var han med til at vinde det lettiske mesterskab. Ozers deltog i 66 kampe for Lettiske SSRs mandskab.
På det sovjetiske landshold var han blandt andet med til OL 1960 i Rom. Her blev holdet nummer to i sin indledende pulje og gik dermed videre til semifinalerunden, hvor det igen blev nummer to efter at have tabt til USA, der vandt puljen. I finalerunden var USA fortsat urørlige og sikrede sig guldet, mens Sovjetunionen med sejre over Brasilien og Italien sikrede sig sølv og Brasilien bronze. Ozers spillede alle otte kampe og scorede 14 point.
I 1963 var han med til at vinde en tredjeplads ved den sovjetiske Spartakiade.
Cēzars Ozers blev 26. oktober 1998 tildelt den lettiske Trestjerneorden med æresgrad i guld.